# Sophie Whettnall
Pour les articles homonymes, voir Whettnall.
Sophie Whettnall, nom d'artiste de Sophie Ullens, est une artiste contemporaine belge née en 1973 à Bruxelles.

## Famille
Sophie Whettnall est la fille de Charles-Albert Ullens, comte de Schooten-Whettnall (1927-2006) et de Madeleine Bernadotte, comtesse Bernadotte (1938). Par son père, elle est donc la petite-fille du comte Jean Ullens (1897-1950) et de la baronne Marie-Thérèse Wittouck (1905-1989) tandis que, par sa mère, elle descend du prince suédois Carl Bernadotte (1911-2003) et de sa première épouse, la comtesse Elsa von Rosen (1904-1991).
Le 26 septembre 2009, elle épouse, à Bruxelles, le publicitaire belge Michel van Dyck (1963).

## Biographie
Sophie Whettnall naît en 1973 à Bruxelles.
Elle entretient pendant un temps une romance avec le prince Felipe d'Espagne à la fin des années 1990,,. Au sujet de sa relation avec le futur Felipe VI, Sophie déclare alors : « Je ne peux pas m'imaginer être la reine d'un pays en ce moment. Pour l'instant, ce dont je rêve, c'est d'être une artiste. »
Elle est lauréate du Prix de la Jeune Peinture belge en 1999 et membre de la 76e promotion de la Casa de Velázquez (2005-2006),.
En 2010, elle présente ses travaux de dessin, de vidéo, d'installations vidéo et de performance en Europe et en Chine, est en visite dans l'Utah dans le cadre du programme salt de l'Utah Museum of Fine Arts, qui est lancé pour faire venir dans l'Utah des artistes contemporains du monde entier.
En 2019, elle présente à la Centrale électrique un ensemble de vidéos et d’installations sous le titre La banquise, la forêt et les étoiles,.

## Expositions
- Bruxelles[12]
- Utah Museum of Fine Arts[9]

## Articles de presse
- Marine Vazzoler, « Sophie Whettnall / Etel Adnan : une immensité intime », Le Quotidien de l'art, no 1707,‎ 18 avril 2019 (lire en ligne ).